# Campionato scozzese di calcio
Il sistema del campionato scozzese di calcio (Scots fitbaw league seestem) è costituito da una serie di leghe calcistiche raggruppate in due settori distinti, quello professionistico o "senior" e quello dilettantistico o "junior".
Nel calcio "senior" vi sono i quattro campionati nazionali, mentre tra i semiprofessionisti ci sono numerosi campionati di livello regionale come, ad esempio, l'Highland Football League, storicamente il più importante di questi, e solo da poco tempo si è creata un'interconnessione, che è invece ancora esclusa col calcio puramente dilettantistico.
Il Glasgow Rangers è la squadra più titolata del paese con 55 campionati nazionali all'attivo. Una squadra "senior" con sede in Inghilterra, il Berwick Rangers di Berwick-upon-Tweed, gioca in Scozia in quanto vicina al confine. Ma vi sono anche altre squadre che giocano a livelli amatoriali che, pur avendo sede in posti inglesi, partecipano ai livelli inferiori del campionato scozzese in quanto vicine al confine tra i due paesi.

## Il limite di un sistema piramidale
Complessivamente, la struttura del calcio in Scozia è tra le più frammentate e sfaccettate d'Europa, essendo l'unico ad avere una pluralità di sezioni per il calcio maschile ("Senior" e "Junior", ma anche "Amateurs" e "Welfarers"). È inoltre insolito che nell'epoca moderna un campionato non sia strutturato a piramide, rendendo di fatto impossibile per i club ai livelli inferiori di progredire verso quelli superiori e viceversa. Sebbene discussioni riguardo l'opportunità di importare un modello piramidale anche in Scozia siano andate avanti per decenni, la Scottish Football Association (Federazione calcistica della Scozia, SFA in sigla) non ha fatto per anni nulla di concreto affinché ciò avvenisse. Le dimissioni del Gretna dalla Scottish Football League hanno però ridato slancio al dibattito, al punto da spingere Gordon Smith, presidente della SFA a riprendere l'argomento con i club.
La situazione è anomala a tal punto che non è raro che una città o una contea abbiano diverse squadre in campionati diversi, ma che non potranno mai incontrarsi se non nelle coppe o nelle amichevoli. All'interno del calcio professionistico, il 7 maggio 2013 è arrivato il placet unanime delle squadre della Scottish Premier League alla reintroduzione di un unico corpo governativo per tutti i 42 club "senior", ad un nuovo modello di distribuzione dei soldi tra le società e alla possibilità di introdurre gli spareggi promozione-retrocessione tra i campionati, come regolamentato nel 2014.

## Sistema attuale

### Senior
Il sistema attuale è in vigore dalla stagione 2013-2014. Per ogni divisione, nella seguente tabella sono inseriti il nome ufficiale e il numero di squadre che vi prendono parte. I club professionistici sono 42, un numero molto elevato in rapporto ai soli cinque milioni di abitanti del paese.
| Livelli | Divisioni                        | Divisioni                                | Divisioni                                                    | Divisioni                                                   | Divisioni                                 | Divisioni                                                   |
| ------- | -------------------------------- | ---------------------------------------- | ------------------------------------------------------------ | ----------------------------------------------------------- | ----------------------------------------- | ----------------------------------------------------------- |
| 1 SPFL  | Scottish Premiership 12 club     | Scottish Premiership 12 club             | Scottish Premiership 12 club                                 | Scottish Premiership 12 club                                | Scottish Premiership 12 club              | Scottish Premiership 12 club                                |
| 2 SPFL  | Scottish Championship 10 club    | Scottish Championship 10 club            | Scottish Championship 10 club                                | Scottish Championship 10 club                               | Scottish Championship 10 club             | Scottish Championship 10 club                               |
| 3 SPFL  | Scottish League One 10 club      | Scottish League One 10 club              | Scottish League One 10 club                                  | Scottish League One 10 club                                 | Scottish League One 10 club               | Scottish League One 10 club                                 |
| 4 SPFL  | Scottish League Two 10 club      | Scottish League Two 10 club              | Scottish League Two 10 club                                  | Scottish League Two 10 club                                 | Scottish League Two 10 club               | Scottish League Two 10 club                                 |
| 5       | Highland Football League 18 club | Lowland Football League 18 club          |                                                              |                                                             |                                           |                                                             |
| 6       | Midlands Football League 20 club | North Caledonian Football League 12 club | North Region Junior Football League (Premier League) 16 club | East of Scotland Football League (Premier Division) 16 club | South of Scotland Football League 12 club | West of Scotland Football League (Premier Division) 16 club |
| 7       |                                  |                                          | North Region Junior Football League (Championship) 15 club   | East of Scotland Football League (First Division) 16 club   |                                           | West of Scotland Football League (First Division) 16 club   |
| 8       |                                  |                                          |                                                              | East of Scotland Football League (Second Division) 15 club  |                                           | West of Scotland Football League (Second Division) 16 club  |
| 9       |                                  |                                          |                                                              | East of Scotland Football League (Third Division) 11 club   |                                           | West of Scotland Football League (Third Division) 16 club   |
| 10      |                                  |                                          |                                                              |                                                             |                                           | West of Scotland Football League (Fourth Division) 16 club  |

I campionati al di sotto del quarto livello sono classificati come "non-league football", il che significa che si collocano al di fuori della Scottish Professional Football League. È stato attivato un meccanismo di interscambio coi campionati regionali.
L'allora Scottish Premier League ha avuto 10 squadre fino al termine della stagione 1999-2000, dopo la quale il numero di squadre ammesse al massimo campionato è salito a 12. Ciò ha causato un effetto domino negli altri campionati che si concluse con l'ammissione dell'Elgin City e del Peterhead alla Scottish Third Division, portando il numero totale di squadre senior da 40 a 42. Questo avvenne sei anni dopo la precedente organizzazione, con la quale erano previste tre divisioni chiamate "Premier Division", "First Division" e "Second Division" che furono ridotte a 10 squadre per la creazione di una nuova "Third Division", anch'essa composta da 10 club.
La Lowland Football League, fondata nel 2013, è stata immediatamente posta allo stesso livello della Highland Football League. Queste due divisioni creano un quinto livello del campionato scozzese e, a partire dalla stagione 2014-2015, i loro vincitori si sfidano in un play-off il cui vincitore poi sfida la squadra che si classifica al decimo posto in Scottish League Two. Al di sotto di questa struttura nazionale vi sono le leghe regionali, ovvero la East of Scotland Football League, la Midlands Football League, la North Caledonian Football League, la North Region Junior Football League, la South of Scotland Football League e la West of Scotland Football League. Queste sono poste sotto l'egida della Scottish Football Association e la maggior parte delle squadre partecipa alla Scottish Cup, sebbene alcune non siano ammissibili.

### Junior
Al di fuori della struttura nazionale vi è la Scottish Junior Football Association (in sigla SJFA). I club posti sotto la sua egida sono ben 160 (63 per le regioni occidentali, 63 per quelle orientali e 34 per quelle settentrionali) e, ad eccezione del Girvan che è l'unica squadra in Scozia ad essere membro sia della SFA che della SJFA, giocano separatamente dai campionati gestiti dalla Scottish Football Association, con i loro campionati e le loro coppe, la più importante delle quali è la Scottish Junior Cup. Il termine "junior" non è riferito all'età dei calciatori partecipanti, ma al livello dei campionati.

### Amateurs
Livello ulteriormente separato da quelli superiori, la categoria "Amateurs" raccoglie oltre 1.000 squadre poste sotto l'egida della Scottish Amateur Football Association (in sigla SAFA), la quale afferma di contare ben 35.000 giocatori in 67 diverse leghe da lei organizzate - va ricordato però che un piccolo numero di queste sono in realtà competizioni di calcio a 5 e del cosiddetto Sunday League football, espressione che nel Regno Unito designa quei campionati di livello dilettantistico che si giocano di domenica invece che di sabato, come vorrebbe la tradizione britannica.
Tuttavia accade per le già citate anomalie della struttura calcistica scozzese che alcune ramificazioni della SAFA, come ad esempio la North Caledonian Football League, risultino associate con la Scottish Football Association, con tre squadre (Glasgow University, Burntisland Shipyard Amateur e Golspie Sutherland) che addirittura hanno il diritto di partecipare alla Scottish Cup.

### Welfarers
Grossomodo in competizione con la SAFA c'è la Scottish Welfare Football Association (in sigla SWFA) che è davvero molto frammentata in centinaia di leghe locali. La SWFA fu fondata all'indomani della prima guerra mondiale, e presiede circa 500 squadre che giocano calcio invernale o estivo, prevalentemente nel nord del paese.

## Criteri di ammissione alle coppe

### Coppe scozzesi
Tutte le squadre professionali sono direttamente ammessi alla Scottish Cup e alla Scottish League Cup, mentre la Scottish Challenge Cup è disputata solo dai club dell'ex SFL. In precedenza, però, esisteva la Scottish Qualifying Cup, competizione mediante la quale le squadre escluse sia dalla SPL che dalla SFL accedevano dopo sfide di andata e ritorno al primo turno della Scottish Cup; dal giugno 2007 tale competizione non esiste più e quindi le 36 squadre coinvolte accedono direttamente.

### Coppe europee
In seguito agli scadenti risultati del calcio di club, oggigiorno solo i Campioni di Scozia e i secondi classificati si qualificano per la Champions League, mentre la terza e la quarta per l'UEFA Europa Conference League; è invece la quinta classificata che ha diritto ad andare in detta competizione se i vincitori della Scottish Cup, che giocano la UEFA Europa League come un tempo facevano in Coppa delle Coppe, arrivano sul podio.